# Паук Олександр Павлович
Олекса́ндр Па́влович Пау́к (* 31 серпня 1958, Петропавловськ-Камчатський, Камчатська область) — український спортивний журналіст, історик футболу.
Закінчив Львівський державний університет ім. Івана Франка.
Упродовж багатьох років працював журналістом газети «Карпати». Протягом 2006—2009 рр. був керівником прес-служби ФК «Львів».
Має публікації у відомих європейських виданнях: IFFHS (Німеччина), GiA, Piłka Nożna (обидва — Польща), «The European Book of Football» (Англія).
Автор книги «Під звуки "Черемшини"» (Львів, 2009) і футбольних довідників.